# Askezar megye
Askezar megye (perzsául: شهرستان اشكذر), 2001/2002-es létrehozásától 2013-as átnevezéséig használatos nevén Szadug megye (perzsául: شهرستان صدوق)  Irán Jazd tartományának egyik megyéje az ország középső részén. Nyugaton és északon Mejbod megye, északkeleten Ardakán megye, keleten Jazd megye, délen pedig Taft megye határolja. Lakossága a 2016-os népszámlálás szerint 32.566 fő. Székhelye Askezar városa, további városai: Hezrábád és Madzsumard. Két kerületre oszlik, ezek a Központi és Hezrábád kerület.